# Ruta 2 (Urugvaj)
Ruta 2 je državna cesta u Urugvaju koja povezuje Fray Bentos i argentinski grad Rosario. Prolazi jugozapadnim dijelom zemlje do argentinske granice.
Prema zakonskoj odredbi iz 1983. godine, koju je izglasao Parlament Urugvaja nosi i ime  Grito de Asencio.
Jedna je od dužih državnih cesti s 180,5 kilometara (110 milja) dužine.